# صلاة الغفيلة
صلاة الغفيلة هي من الصلوات النوافل المستحبّة عند الشيعة، وهي ركعتان ووقتها بين صلاتي المغرب والعشاء.

## وقتها
تؤدى هذه الصلاة بين صلاتي المغرب والعشاء. ووقتها على الأحوط من بعد صلاة المغرب إلى سقوط الشفق الغربي، وإن كان يحتمل جواز ادائها ما بين صلاتي المغرب والعشاء مطلقا في أي وقت وقعت. ولا مانع من الجمع بين نافلة المغرب والغفيلة بنية واحدة.

## سبب التسمية
اشتهر تسمية هاتين الركعتين بركعتي الغفيلة، ويعود سبب تسميتها إلى أن الوقت الذي تُصلى هاتان الركعتان فيه هو ما بين المغرب والعشاء وهذا الوقت يسمى بساعة الغفلة.
فسميت هذه الصلاة باسم الوقت المخصص لها، فعن رسول الله أنه قال «تَنَفَّلُوا فِي سَاعَةِ الْغَفْلَةِ وَ لَوْ بِرَكْعَتَيْنِ خَفِيفَتَيْنِ فَإِنَّهُمَا تُورِثَانِ دَارَ الْكَرَامَةِ.»

## الكيفية
تشتمل هذه الصلاة على ركعتين، يقرأ في الركعة الأولى بعد سورة الحمد هذه الآية: ﴿وَذَا النُّونِ إِذْ ذَهَبَ مُغَاضِبًا فَظَنَّ أَنْ لَنْ نَقْدِرَ عَلَيْهِ فَنَادَى فِي الظُّلُمَاتِ أَنْ لَا إِلَهَ إِلَّا أَنْتَ سُبْحَانَكَ إِنِّي كُنْتُ مِنَ الظَّالِمِينَ ۝٨٧ فَاسْتَجَبْنَا لَهُ وَنَجَّيْنَاهُ مِنَ الْغَمِّ وَكَذَلِكَ نُنْجِي الْمُؤْمِنِينَ ۝٨٨﴾ [الأنبياء:87–88].
ويقرأ في الركعة الثانية بعد سورة الحمد قوله تعالى: ﴿وَعِنْدَهُ مَفَاتِحُ الْغَيْبِ لَا يَعْلَمُهَا إِلَّا هُوَ وَيَعْلَمُ مَا فِي الْبَرِّ وَالْبَحْرِ وَمَا تَسْقُطُ مِنْ وَرَقَةٍ إِلَّا يَعْلَمُهَا وَلَا حَبَّةٍ فِي ظُلُمَاتِ الْأَرْضِ وَلَا رَطْبٍ وَلَا يَابِسٍ إِلَّا فِي كِتَابٍ مُبِينٍ ۝٥٩﴾ [الأنعام:59].
ثُمَّ يرفع يديه ويقول: «اللّهمَّ إِني أَسألُكَ بِمفاتِح الغَيبِ التي لا يَعلمُها إِلا أَنتَ أنْ تُصلِّي عَلى مُحمَّدٍ وآلِ مُحمَّدٍ». ثم يطلب حاجته ويقول: «اللّهمَّ أَنْتَ وليُّ نِعمَتي والقادرُ على طَلِبَتي تعلمُ حاجَتِي فأَسأَلُكَ بِحقِّ مُحمَّدٍ وآلِهِ عليهِ وعليهمُ السلامُ إِلاَّ قَضيْتَها لِي».
ثم يركع ويتم الصلاة.